# Tournoi de tennis de Taïwan
Ne doit pas être confondu avec Tournoi de tennis de Taipei.
Le tournoi de Taïwan est un tournoi international de tennis féminin et masculin des circuits professionnels WTA et ATP.
Il s'est tenu chaque année chez les dames entre 1986 et 1994 et chez les messieurs entre 1977 et 1992.
Chez les femmes, Anne Minter et Wang Shi-Ting se sont chacune imposées deux fois en simple dames. Chez les hommes, seul Brad Gilbert s'est imposé à deux reprises.
Après 4 éditions en catégorie ITF avec une dotation maximale de 100 000 dollars, le tournoi intègre en 2012, la toute nouvelle catégorie de tournois créée par la WTA, les « WTA 125 », située hiérarchiquement entre les tournois ITF et les tournois « International ». Taïwan est le premier hôte de cette nouvelle catégorie de compétitions féminines,.
Depuis 2014, un nouveau tournoi masculin du circuit Challenger se déroule à Taipei chaque année au mois d'avril.
Le tournoi de Taïwan est l'un des derniers tournois professionnels à se jouer sur une surface de type « moquette » ou plus précisément une surface synthétique en Gerflor Taraflex.

## Palmarès dames

### Simple
| No | Date       | Nom et lieu du tournoi                               | Catégorie                                            | Dotation                                             | Surface                                              | Vainqueure                                           | Finaliste                                            | Score                                                |                                                      |
| -- | ---------- | ---------------------------------------------------- | ---------------------------------------------------- | ---------------------------------------------------- | ---------------------------------------------------- | ---------------------------------------------------- | ---------------------------------------------------- | ---------------------------------------------------- | ---------------------------------------------------- |
| 1  | 06-10-1986 | Taipei International Championships, Taipei           |                                                      | 50 000 $                                             | Moquette (int.)                                      | Patricia Hy                                          | Adriana Villagrán                                    | 6-7, 6-2, 6-3                                        | Tableau                                              |
| 2  | 20-04-1987 | Taipei International Championships, Taipei           |                                                      | 50 000 $                                             | Moquette (int.)                                      | Anne Minter                                          | Claudia Porwik                                       | 6-4, 6-1                                             | Tableau                                              |
| 3  | 18-04-1988 | Taipei International Championships, Taipei           | Tier V                                               | 50 000 $                                             | Moquette (int.)                                      | Stephanie Rehe                                       | Brenda Schultz                                       | 6-4, 6-4                                             | Tableau                                              |
| 4  | 24-04-1989 | Taipei International Championships, Taipei           | Tier V                                               | 50 000 $                                             | Dur (ext.)                                           | Anne Minter                                          | Cammy MacGregor                                      | 6-1, 4-6, 6-2                                        | Tableau                                              |
| 5  | 28-09-1992 | P&G Open, Taipei                                     | Tier IV                                              | 100 000 $                                            | Dur (ext.)                                           | Shaun Stafford                                       | Ann Grossman                                         | 6-1, 6-3                                             | Tableau                                              |
| 6  | 04-10-1993 | P&G Open, Taipei                                     | Tier IV                                              | 100 000 $                                            | Dur (ext.)                                           | Wang Shi-ting                                        | Linda Wild                                           | 6-1, 7-6                                             | Tableau                                              |
| 7  | 14-11-1994 | P&G Tennis Open, Taipei                              | Tier IV                                              | 100 000 $                                            | Dur (ext.)                                           | Wang Shi-ting                                        | Kyoko Nagatsuka                                      | 6-1, 6-3                                             | Tableau                                              |
|    | 1995-2007  | Pas de tournoi                                       | Pas de tournoi                                       | Pas de tournoi                                       | Pas de tournoi                                       | Pas de tournoi                                       | Pas de tournoi                                       | Pas de tournoi                                       | Pas de tournoi                                       |
| 8  | 20-10-2008 | OEC Taipei Ladies Open, Taipei                       | ITF                                                  | 100 000 $                                            | Moquette (int.)                                      | Jarmila Gajdošová                                    | Corinna Dentoni                                      | 4-6, 6-4, 6-1                                        |                                                      |
| 9  | 02-11-2009 | OEC Taipei Ladies Open, Taipei                       | ITF                                                  | 100 000 $                                            | Moquette (int.)                                      | Chan Yung-jan                                        | Ayumi Morita                                         | 6-4, 2-6, 6-2                                        |                                                      |
| 10 | 01-11-2010 | OEC Taipei Ladies Open, Taipei                       | ITF                                                  | 100 000 $                                            | Moquette (int.)                                      | Peng Shuai                                           | Ayumi Morita                                         | 6-1, 6-4                                             |                                                      |
| 11 | 31-10-2011 | OEC Taipei Ladies Open, Taipei                       | ITF                                                  | 100 000 $                                            | Moquette (int.)                                      | Ayumi Morita                                         | Kimiko Date-Krumm                                    | 6-2, 6-2                                             |                                                      |
| 12 | 29-10-2012 | OEC Taipei WTA Ladies Open, Taipei                   | WTA 125                                              | 115 000 $                                            | Moquette (int.)                                      | Kristina Mladenovic                                  | Chang Kai-chen                                       | 6-4, 6-3                                             | Tableau                                              |
| 13 | 04-11-2013 | OEC Taipei WTA Ladies Open, Taipei                   | WTA 125                                              | 115 000 $                                            | Moquette (int.)                                      | Alison Van Uytvanck                                  | Yanina Wickmayer                                     | 6-4, 6-2                                             | Tableau                                              |
| 14 | 03-11-2014 | OEC Taipei WTA Ladies Open, Taipei                   | WTA 125                                              | 115 000 $                                            | Moquette (int.)                                      | Vitalia Diatchenko                                   | Chan Yung-jan                                        | 1-6, 6-2, 6-4                                        | Tableau                                              |
| 15 | 16-11-2015 | OEC Taipei WTA Challenger, Taipei                    | WTA 125                                              | 115 000 $                                            | Moquette (int.)                                      | Tímea Babos                                          | Misaki Doi                                           | 7-5, 6-3                                             | Tableau                                              |
| 16 | 14-11-2016 | OEC Taipei WTA Challenger, Taipei                    | WTA 125                                              | 115 000 $                                            | Moquette (int.)                                      | Evgeniya Rodina                                      | Chang Kai-chen                                       | 6-4, 6-3                                             | Tableau                                              |
| 17 | 13-11-2017 | Taipei OEC Open, Taipei                              | WTA 125                                              | 115 000 $                                            | Moquette (int.)                                      | Belinda Bencic                                       | Arantxa Rus                                          | 7-63, 6-1                                            | Tableau                                              |
| 18 | 12-11-2018 | Taipei OEC Open, Taipei                              | WTA 125                                              | 115 000 $                                            | Moquette (int.)                                      | Luksika Kumkhum                                      | Sabine Lisicki                                       | 6-1, 6-3                                             | Tableau                                              |
| 19 | 11-11-2019 | Taipei OEC Open, Taipei                              | WTA 125                                              | 115 000 $                                            | Moquette (int.)                                      | Vitalia Diatchenko                                   | Tímea Babos                                          | 6-3, 6-2                                             | Tableau                                              |
|    | 2020-2021  | Éditions annulées à cause de la pandémie de Covid-19 | Éditions annulées à cause de la pandémie de Covid-19 | Éditions annulées à cause de la pandémie de Covid-19 | Éditions annulées à cause de la pandémie de Covid-19 | Éditions annulées à cause de la pandémie de Covid-19 | Éditions annulées à cause de la pandémie de Covid-19 | Éditions annulées à cause de la pandémie de Covid-19 | Éditions annulées à cause de la pandémie de Covid-19 |

### Double
| No | Date       | Nom et lieu du tournoi                    | Catégorie         | Dotation          | Surface           | Vainqueures                            | Finalistes                             | Score                 |                   |
| -- | ---------- | ----------------------------------------- | ----------------- | ----------------- | ----------------- | -------------------------------------- | -------------------------------------- | --------------------- | ----------------- |
| 1  | 06-10-1986 | Taipei International Championships Taipei |                   | 50 000 $          | Moquette (int.)   | Lea Antonoplis Barbara Gerken          | Gigi Fernández Susan Leo               | 6-1, 6-2              | Tableau           |
| 2  | 20-04-1987 | Taipei International Championships Taipei |                   | 50 000 $          | Moquette (int.)   | Cammy MacGregor Cynthia MacGregor      | Sandy Collins Sharon Walsh             | 7-6, 5-7, 6-4         | Tableau           |
| 3  | 18-04-1988 | Taipei International Championships Taipei | Tier V            | 50 000 $          | Moquette (int.)   | Patty Fendick Ann Henricksson          | Belinda Cordwell Julie Richardson      | 6-2, 2-6, 6-2         | Tableau           |
| 4  | 24-04-1989 | Taipei International Championships Taipei | Tier V            | 50 000 $          | Dur (ext.)        | Maria Lindström Heather Ludloff        | Cecilia Dahlman Nana Miyagi            | 4-6, 7-5, 6-3         | Tableau           |
| 5  | 28-09-1992 | P&G Open Taipei                           | Tier IV           | 100 000 $         | Dur (ext.)        | Jo-Anne Faull Julie Richardson         | Amanda Coetzer Cammy MacGregor         | 3-6, 6-3, 6-2         | Tableau           |
| 6  | 04-10-1993 | P&G Open Taipei                           | Tier IV           | 100 000 $         | Dur (ext.)        | Yayuk Basuki Nana Miyagi               | Jo-Anne Faull Kristine Radford         | 6-4, 6-2              | Tableau           |
| 7  | 14-11-1994 | P&G Tennis Open Taipei                    | Tier IV           | 100 000 $         | Dur (ext.)        | Michelle Jaggard Rene Simpson          | Nancy Feber Alexandra Fusai            | 6-0, 7-6              | Tableau           |
|    | 1995-2007  | Pas de tournoi                            | Pas de tournoi    | Pas de tournoi    | Pas de tournoi    | Pas de tournoi                         | Pas de tournoi                         | Pas de tournoi        | Pas de tournoi    |
| 8  | 20-10-2008 | OEC Taipei Ladies Open Taipei             | ITF               | 100 000 $         | Moquette (int.)   | Chuang Chia-jung Hsieh Su-wei          | Hsu Wen-hsin Hwang I-hsuan             | 6-3, 6-3              |                   |
| 9  | 02-11-2009 | OEC Taipei Ladies Open Taipei             | ITF               | 100 000 $         | Moquette (int.)   | Chan Yung-jan Chuang Chia-jung         | Yayuk Basuki Riza Zalameda             | 6-3, 3-6, [10-7]      |                   |
| 10 | 01-11-2010 | OEC Taipei Ladies Open Taipei             | ITF               | 100 000 $         | Moquette (int.)   | Chang Kai-chen Chuang Chia-jung        | Hsieh Su-wei Sania Mirza               | 6-4, 6-2              |                   |
| 11 | 31-10-2011 | OEC Taipei Ladies Open Taipei             | ITF               | 100 000 $         | Moquette (int.)   | Chan Yung-jan Zheng Jie                | Karolína Plíšková Kristýna Plíšková    | 7-65, 5-7, [10-5]     |                   |
| 12 | 29-10-2012 | OEC Taipei WTA Ladies Open Taipei         | WTA 125           | 115 000 $         | Moquette (int.)   | Chan Hao-ching Kristina Mladenovic     | Chang Kai-chen Olga Govortsova         | 5-7, 6-2, [10-8]      | Tableau           |
| 13 | 04-11-2013 | OEC Taipei WTA Ladies Open Taipei         | WTA 125           | 115 000 $         | Moquette (int.)   | Caroline Garcia Yaroslava Shvedova     | Anna-Lena Friedsam Alison Van Uytvanck | 6-3, 6-3              | Tableau           |
| 14 | 03-11-2014 | OEC Taipei WTA Ladies Open Taipei         | WTA 125           | 115 000 $         | Moquette (int.)   | Chan Hao-ching Chan Yung-jan           | Chang Kai-chen Chuang Chia-jung        | 6-4, 6-3              | Tableau           |
| 15 | 16-11-2015 | OEC Taipei WTA Challenger Taipei          | WTA 125           | 115 000 $         | Moquette (int.)   | Kanae Hisami Kotomi Takahata           | Marina Melnikova Elise Mertens         | 6-1, 6-2              | Tableau           |
| 16 | 14-11-2016 | OEC Taipei WTA Challenger Taipei          | WTA 125           | 115 000 $         | Moquette (int.)   | Natela Dzalamidze Veronika Kudermetova | Chang Kai-chen Chuang Chia-jung        | 4-6, 6-3, [10-5]      | Tableau           |
| 16 | 13-11-2017 | Taipei OEC Open Taipei                    | WTA 125           | 115 000 $         | Moquette (int.)   | Veronika Kudermetova Aryna Sabalenka   | Monique Adamczak Naomi Broady          | 2-6, 7-65, [10-6]     | Tableau           |
| 17 | 12-11-2018 | Taipei OEC Open Taipei                    | WTA 125           | 115 000 $         | Moquette (int.)   | Ankita Raina Karman Thandi             | Olga Doroshina Natela Dzalamidze       | 6-3, 5-7, [12-12 ab.] | Tableau           |
| 18 | 11-11-2019 | Taipei OEC Open Taipei                    | WTA 125           | 115 000 $         | Moquette (int.)   | Lee Ya-hsuan Wu Fang-hsien             | Dalila Jakupović Danka Kovinić         | 4-6, 6-4, [10-7]      | Tableau           |
|    | 2020-2021  | Éditions annulées                         | Éditions annulées | Éditions annulées | Éditions annulées | Éditions annulées                      | Éditions annulées                      | Éditions annulées     | Éditions annulées |

## Palmarès messieurs

### Simple
| No | Date       | Nom et lieu du tournoi                               | Catégorie                                            | Dotation                                             | Surface                                              | Vainqueur                                            | Finaliste                                            | Score                                                |                                                      |
| -- | ---------- | ---------------------------------------------------- | ---------------------------------------------------- | ---------------------------------------------------- | ---------------------------------------------------- | ---------------------------------------------------- | ---------------------------------------------------- | ---------------------------------------------------- | ---------------------------------------------------- |
| 1  | 21-11-1977 | , Taïwan                                             |                                                      | 50 000 $                                             | Dur (ext.)                                           | Tim Gullikson                                        | Ismail El Shafei                                     | 6-7, 7-5, 7-6, 6-4                                   |                                                      |
| 2  | 13-11-1978 | , Taïwan                                             |                                                      | 50 000 $                                             | Moquette (int.)                                      | Brian Teacher                                        | Tom Gorman                                           | 6-3, 6-3, 6-3                                        |                                                      |
| 3  | 12-11-1979 | , Taïwan                                             |                                                      | 75 000 $                                             | Moquette (int.)                                      | Robert Lutz                                          | Pat Dupré                                            | 6-3, 6-4, 2-6, 6-3                                   |                                                      |
| 4  | 10-11-1980 | , Taïwan                                             |                                                      | 75 000 $                                             | Moquette (int.)                                      | Ivan Lendl                                           | Brian Teacher                                        | 6-7, 6-3, 6-3, 7-6                                   |                                                      |
| 5  | 09-11-1981 | , Taïwan                                             |                                                      | 75 000 $                                             | Moquette (int.)                                      | Robert Van't Hof                                     | Pat Dupré                                            | 7-5, 6-2                                             |                                                      |
| 6  | 08-11-1982 | , Taïwan                                             |                                                      | 75 000 $                                             | Moquette (int.)                                      | Brad Gilbert                                         | Craig Wittus                                         | 6-1, 6-4                                             |                                                      |
| 7  | 07-11-1983 | , Taïwan                                             |                                                      | 75 000 $                                             | Moquette (int.)                                      | Nduka Odizor                                         | Scott Davis                                          | 6-4, 3-6, 6-4                                        |                                                      |
| 8  | 29-10-1984 | , Taïwan                                             |                                                      | 75 000 $                                             | Moquette (int.)                                      | Brad Gilbert                                         | Wally Masur                                          | 6-3, 6-3                                             |                                                      |
|    | 1985-1991  | Pas de tournoi                                       | Pas de tournoi                                       | Pas de tournoi                                       | Pas de tournoi                                       | Pas de tournoi                                       | Pas de tournoi                                       | Pas de tournoi                                       | Pas de tournoi                                       |
| 9  | 19-10-1992 | Pacific Cup, Taïwan                                  | World Series                                         | 270 000 $                                            | Moquette (int.)                                      | Jim Grabb                                            | Jamie Morgan                                         | 6-3, 6-3                                             |                                                      |
|    | 1993-2013  | Pas de tournoi                                       | Pas de tournoi                                       | Pas de tournoi                                       | Pas de tournoi                                       | Pas de tournoi                                       | Pas de tournoi                                       | Pas de tournoi                                       | Pas de tournoi                                       |
| 10 | 28-04-2014 | Santaizi ATP Challenger, Taipei                      | Challenger                                           | 75 000 $                                             | Moquette (int.)                                      | Gilles Müller                                        | John-Patrick Smith                                   | 6-3, 6-3                                             |                                                      |
| 11 | 27-04-2015 | Santaizi ATP Challenger, Taipei                      | Challenger                                           | 75 000 $ +H                                          | Moquette (int.)                                      | Sam Groth                                            | Konstantin Kravchuk                                  | 65-7, 6-4, 7-63                                      |                                                      |
| 12 | 25-04-2016 | Santaizi Challenger, Taipei                          | Challenger                                           | 75 000 $ +H                                          | Moquette (int.)                                      | Daniel Evans                                         | Konstantin Kravchuk                                  | 3-6, 6-4, 6-4                                        |                                                      |
| 13 | 17-04-2017 | Santaizi Challenger, Taipei                          | Challenger                                           | 125 000 $ +H                                         | Moquette (int.)                                      | Lu Yen-hsun                                          | Tatsuma Ito                                          | 6-1, 7-64                                            |                                                      |
| 14 | 09-04-2018 | Santaizi Challenger, Taipei                          | Challenger                                           | 125 000 $ +H                                         | Moquette (int.)                                      | Yuki Bhambri                                         | Ramkumar Ramanathan                                  | 6-3, 6-4                                             |                                                      |
| 15 | 08-04-2019 | Taiwan Santaizi Challenger, Taipei                   | Challenger                                           | 162 480 $                                            | Dur (int.)                                           | Dennis Novak                                         | Serhiy Stakhovsky                                    | 6-2, 6-4                                             |                                                      |
|    | 2020-2021  | Éditions annulées à cause de la pandémie de Covid-19 | Éditions annulées à cause de la pandémie de Covid-19 | Éditions annulées à cause de la pandémie de Covid-19 | Éditions annulées à cause de la pandémie de Covid-19 | Éditions annulées à cause de la pandémie de Covid-19 | Éditions annulées à cause de la pandémie de Covid-19 | Éditions annulées à cause de la pandémie de Covid-19 | Éditions annulées à cause de la pandémie de Covid-19 |

### Double
| No | Date       | Nom et lieu du tournoi             | Catégorie         | Dotation          | Surface           | Vainqueurs                       | Finalistes                             | Score             |                   |
| -- | ---------- | ---------------------------------- | ----------------- | ----------------- | ----------------- | -------------------------------- | -------------------------------------- | ----------------- | ----------------- |
| 1  | 21-11-1977 | , Taïwan                           |                   | 50 000 $          | Dur (ext.)        | Pat Dupré Chris Delaney          | Steve Docherty Tom Gorman              | 7-6, 7-6          |                   |
| 2  | 13-11-1978 | , Taïwan                           |                   | 50 000 $          | Moquette (int.)   | Sherwood Stewart Butch Walts     | Mark Edmondson John Marks              | 6-2, 6-7, 7-6     |                   |
| 3  | 12-11-1979 | , Taïwan                           |                   | 75 000 $          | Moquette (int.)   | Mark Edmondson John Marks        | Pat Dupré Robert Lutz                  | 6-1, 3-6, 6-4     |                   |
| 4  | 10-11-1980 | , Taïwan                           |                   | 75 000 $          | Moquette (int.)   | Bruce Manson Brian Teacher       | John Austin Ferdi Taygan               | 6-4, 6-0          |                   |
| 5  | 09-11-1981 | , Taïwan                           |                   | 75 000 $          | Moquette (int.)   | Mike Bauer John Benson           | John Austin Mike Cahill                | 6-4, 6-3          |                   |
| 6  | 08-11-1982 | , Taïwan                           |                   | 75 000 $          | Moquette (int.)   | Larry Stefanki Robert Van't Hof  | Fred McNair Tim Wilkison               | 6-3, 7-6          |                   |
| 7  | 07-11-1983 | , Taïwan                           |                   | 75 000 $          | Moquette (int.)   | Wally Masur Kim Warwick          | Ken Flach Robert Seguso                | 7-6, 6-4          |                   |
| 8  | 29-10-1984 | , Taïwan                           |                   | 75 000 $          | Moquette (int.)   | Ken Flach Robert Seguso          | Drew Gitlin Hank Pfister               | 6-1, 6-7, 6-2     |                   |
|    | 1985-1991  | Pas de tournoi                     | Pas de tournoi    | Pas de tournoi    | Pas de tournoi    | Pas de tournoi                   | Pas de tournoi                         | Pas de tournoi    | Pas de tournoi    |
| 9  | 19-10-1992 | Pacific Cup, Taïwan                | World Series      | 270 000 $         | Moquette (int.)   | John Fitzgerald Sandon Stolle    | Patrick Baur Christo van Rensburg      | 7-6, 6-2          |                   |
|    | 1993-2013  | Pas de tournoi                     | Pas de tournoi    | Pas de tournoi    | Pas de tournoi    | Pas de tournoi                   | Pas de tournoi                         | Pas de tournoi    | Pas de tournoi    |
| 10 | 28-04-2014 | Santaizi ATP Challenger, Taipei    | Challenger        | 75 000 $          | Moquette (int.)   | Sam Groth Chris Guccione         | Austin Krajicek John-Patrick Smith     | 6-4, 5-7, [10-8]  |                   |
| 11 | 27-04-2015 | Santaizi ATP Challenger, Taipei    | Challenger        | 75 000 $ +H       | Moquette (int.)   | Matthew Ebden Wang Chieh-fu      | Sanchai Ratiwatana Sonchat Ratiwatana  | 6-1, 6-4          |                   |
| 12 | 25-04-2016 | Santaizi Challenger, Taipei        | Challenger        | 75 000 $ +H       | Moquette (int.)   | Hsieh Cheng-peng Yang Tsung-hua  | Frederik Nielsen David O'Hare          | 7-66, 6-4         |                   |
| 13 | 17-04-2017 | Santaizi Challenger, Taipei        | Challenger        | 125 000 $ +H      | Moquette (int.)   | Marco Chiudinelli Franko Škugor  | Sanchai Ratiwatana Sonchat Ratiwatana  | 4-6, 6-2, [10-5]  |                   |
| 14 | 09-04-2018 | Santaizi Challenger, Taipei        | Challenger        | 125 000 $ +H      | Moquette (int.)   | Matthew Ebden Andrew Whittington | Prajnesh Gunneswaran Saketh Myneni     | 6-4, 5-7, [10-6]  |                   |
| 15 | 08-04-2019 | Taiwan Santaizi Challenger, Taipei | Challenger        | 162 480 $         | Dur (int.)        | Sriram Balaji Jonathan Erlich    | Sander Arends Tristan-Samuel Weissborn | 6-3, 6-2          |                   |
|    | 2020-2021  | Éditions annulées                  | Éditions annulées | Éditions annulées | Éditions annulées | Éditions annulées                | Éditions annulées                      | Éditions annulées | Éditions annulées |